# Parasyrphus aeneostoma
Parasyrphus aeneostoma är en tvåvingeart som först beskrevs av Matsumura 1917.  Parasyrphus aeneostoma ingår i släktet buskblomflugor, och familjen blomflugor. Inga underarter finns listade i Catalogue of Life.